# Кара-Тургай
Кара-Тургай (Каратургай; каз. Қараторғай) — река в Казахстане, протекает в Костанайской и Карагандинской областях. Левая составляющая реки Тургай.

## География
Кара-Тургай образуется слиянием рек образуется Шилик (правая составляющая) и Каным (левая составляющая) у западного склона хребта Арганаты к западу от горы Дондыгул. Течёт на северо-запад. Юго-восточнее села Амангельды сливается с рекой Жалдама, образуя реку Тургай. Длина реки составляет 284 км, площадь водосборного бассейна — 15,5 тыс. км².
Ширина долины реки составляет около 0,2—0,5 км в верхнем течении и 1—2 км в нижнем. Питание дождевое и грунтовое. Около 90 % стока образуется за счёт весеннего таяния снега. Среднегодовой расход воды примерно в 20 км от устья составляет 1,93 м³/с. Воды реки используются для сельскохозяйственных нужд и для водоснабжения города Аркалык.